# François Xavier Roussel
Pour les articles homonymes, voir François Roussel et Roussel.
François-Xavier Roussel, né le 3 décembre 1770 à Charmes dans les Vosges et mort le 10 juin 1807 à la bataille d'Heilsberg, est un général français de la Révolution et de l’Empire.

## Biographie
Fils d'un chirurgien des armées, il entre en service le 1er mai 1789 comme volontaire dans le régiment Mestre de Camp Général dragons et devient fourrier le 10 mars 1791. Il reçoit son congé le 1er mai 1792 mais reprend du service le 14 août suivant avec le grade de capitaine adjudant-major dans le 9e bataillon de volontaires de la Meurthe. Le 1er décembre 1792, il passe à l’état-major général de l'armée de la Moselle en qualité de capitaine adjoint, et en 1793, il fait la campagne de Trèves. Le 5 mars 1793, il devient lieutenant-colonel en premier de son bataillon et se trouve à Pirmasens, où l’inexpérience des commissaires de la Convention coûte 4 000 hommes aux Français et presque toute leur artillerie. Il est fait prisonnier par les Prussiens le 14 septembre 1793.
Remis en liberté fin 1795, il reprend le commandement de son bataillon le 21 mars 1796, embrigadé dans la 60e demi-brigade d’infanterie de ligne à l’armée du Nord. Il est promu général de brigade le 20 avril 1797, à l’armée de Sambre-et-Meuse, par le général Hoche. En l’an VI, il occupe avec sa brigade les îles de Woorne et de Gorée pour observer les Russes et les Anglais qui menacent les côtes de la Hollande. Le 29 août 1799, il est appelé à l’armée du Rhin et se distingue aux batailles d’Engen le 3 mai 1800 et de Biberach le 9 mai suivant. Trois jours avant la Bataille de Hohenlinden du 3 décembre 1800, il s’empare de Rosenheim, et le 23 septembre 1801, il est mis en non activité.
Le 2 décembre 1801, il obtient un commandement dans la 2e division militaire. Il est fait chevalier de la Légion d’honneur le 11 décembre 1803 et commandeur de l’ordre le 14 juin 1804. Le 5 septembre 1805, il devient chef d’état-major de la division de la Garde impériale, commandée par le maréchal Mortier. Il est élevé au grade de général de division le 26 janvier 1807 et sert comme chef d'état-major du maréchal Bessières lorsqu'il est tué par un boulet de canon le 10 juin 1807, à la bataille d'Heilsberg.

## Distinctions
- Il fait partie des 660 personnalités à avoir son nom gravé sous l'arc de triomphe de l'Étoile. Il apparaît sur la 20e colonne (l’Arc indique ROUSSEL).

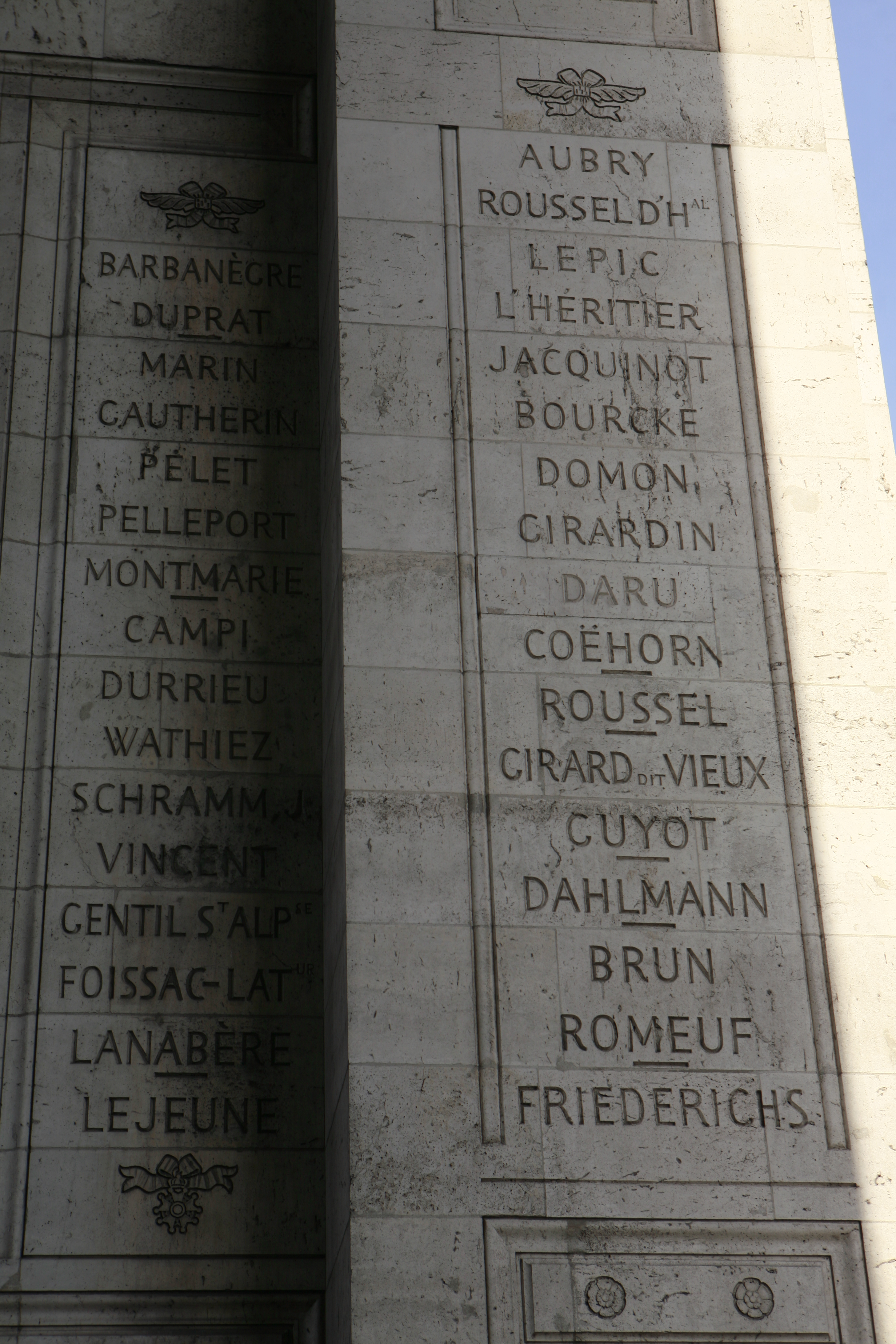
Noms gravés sous l'arc de triomphe de l'Étoile : pilier Sud, 19e et.

- Son nom figure sur les tables de bronze du Musée de Versailles.